# Linda Thompson (attrice)
Linda Diane Thompson (Memphis, 23 maggio 1950) è un'attrice e paroliera statunitense.

## Musica
Riguardo alla sua carriera di paroliera, è nota soprattutto per aver collaborato alla scrittura del brano I Have Nothing, dal film Guardia del corpo, interpretato da Whitney Houston.
Inoltre ha scritto o coscritto brani per Kenny Rogers (Our Perfect Song, dall'album The Heart of the Matter del 1985), Josh Groban (To Where You Are, 2002), Céline Dion (Miracle, 2004), Backstreet Boys (Drowning (2001), Diana Krall (Why Should I Care, 1999) e Jackie Evancho (Dream with Me, 2011).
Inoltre è coautrice del brano natalizio Grown-Up Christmas List, interpretato tra gli altri da Amy Grant nel 1992, e del brano No Explanation, facente parte della colonna sonora del film Pretty Woman con interpretazione di Peter Cetera.

## Filmografia parziale
Cinema
- Three on a Meathook, regia di William Girdler (1973)
- Rabbit Test, regia di Joan Rivers (1978)
- Shelter in the Storm, regia di David Klass (1987)
- RoboCop 2, regia di Irvin Kershner (1990)
- Guardia del corpo, regia di Mick Jackson (1992)
- Bare Exposure, regia di Rafe M. Portilo (1993)

Televisione
- Starsky & Hutch (1975; 1 episodio)
- Professione pericolo (1984; 1 episodio)
- Beverly Hills 90210 (1990; 1 episodio)

## Vita privata
Suo fratello maggiore, Sam, era una delle guardie del corpo del cantante Elvis Presley. Linda ebbe una relazione sentimentale con Elvis durante gli anni settanta.
Dal 1981 al 1985 è stata sposata con l'atleta e personaggio televisivo Bruce Jenner, oggi Caitlyn Jenner. Da questo legame ha avuto due figli, Brandon Jenner e Brody Jenner.
Dal 1991 al 2005 è stata sposata con il produttore e musicista David Foster.